# Task Force Takuba
A Força-Tarefa Takuba (Task Force Takuba) é uma força operacional composta principalmente por unidades de forças especiais de vários países da União Europeia. Está sob comando francês e auxilia as forças armadas malianas nas operações antiterroristas que realizam no país. De forma mais ampla, a ação das unidades mobilizadas é coordenada com os parceiros do G5 do Sahel, MINUSMA e outros atores internacionais nos conflitos armados no Sahel, que opõe os países da região a diversos grupos armados, incluindo grupos terroristas internacionais.
O nome da Força-Tarefa é originado da espada takuba que é usada em todo o Sahel ocidental; foi criada a pedido dos governos do Níger e do Mali no contexto da deterioração da situação de segurança na região do Sahel.

## Composição
- Bélgica : Vários oficiais de ligação
- Dinamarca : 70 soldados e 2 helicópteros
- Estônia : 95 soldados e seus equipamentos
- França : Forças da Operação Barkhane de 3.000 a 5.100 homens.
- Itália : 6 helicópteros (3 Chinooks e 3 Mangustas), 200 homens e uma unidade de apoio médico
- Países Baixos : Vários oficiais de ligação
- Portugal : Vários oficiais de ligação
- Romênia : 45 soldados e seus equipamentos[4]
- Suécia : 150 homens e 3 helicópteros (retirada em 2022)
- Tchéquia : 60 soldados
- Hungria : aproximadamente 80 soldados[5]